# Anna M. Wobus
Anna Magdalene Wobus geb. Knietsch (* 17. Dezember 1945 in Bad Elster) ist eine deutsche Biologin, bekannt für Stammzellenforschung.

## Leben
Wobus machte zunächst eine Landwirtschaftslehre an einer landwirtschaftlichen Versuchsanstalt bei Leipzig und machte gleichzeitig 1964 das Abitur. Danach studierte sie Biologie und Genetik an der Universität Greifswald unter anderem bei der Genetikerin Elisabeth Günther. Danach war sie am Institut für Pflanzengenetik und Kulturpflanzenforschung in Gatersleben (einem Institut der Akademie der Wissenschaften der DDR) und wurde an der Martin-Luther-Universität Halle-Wittenberg promoviert. Sie arbeitete in Gatersleben in einer 1978 gegründeten Forschungsgruppe für Entwicklungsbiologie, die mit Methoden von Beatrice Mintz Teratom-Zellen als Modellsystem untersuchte, und begann dort mit Stammzellenforschung. Seit 1992 leitete sie eine eigene Forschungsgruppe in Gatersleben. 1997 habilitierte sie sich an der Medizinischen Fakultät in Halle.
Wobus entwickelte Methoden der Kultivierung und Differentiation embryonaler Stammzellen. Sie studierte die in vitro Differenzierung von embryonalen Stammzellen zum Beispiel zu Zellen des Herzens, der Pankreas und der Leber. Außerdem studierte sie toxikologische Effekte anhand von differenzierten Stammzellen.
2011 erhielt sie mit ihrem Mann die Cothenius-Medaille und 2003 den Wissenschaftspreis: Gesellschaft braucht Wissenschaft (für Arbeiten zu Diabetes und Stammzellen-Therapie). Sie ist Mitglied der Berlin-Brandenburgischen Akademie der Wissenschaften, seit 2001 der Leopoldina, seit 2010 der Europäischen Akademie der Wissenschaften und Künste sowie seit 2012 korrespondierendes Mitglied der Nordrhein-Westfälischen Akademie der Wissenschaften und der Künste.
Sie ist mit dem Biologen Ulrich Wobus (* 1942) verheiratet und hat zwei Kinder. Ulrich Wobus war nach der Wende Gründungsdirektor des nunmehrigen Leibniz-Instituts in Gatersleben.

## Veröffentlichungen (Auswahl)
- mit anderen: Stammzellforschung und Zelltherapie. Stand des Wissens und der Rahmenbedingungen in Deutschland. Mit Beiträgen von Christine Hauskeller und Jochen Taupitz. München 2006
- mit Peter Löser: Aktuelle Entwicklungen in der Forschung mit humanen embryonalen Stammzellen, Naturwissenschaftliche Rundschau, Band 60, 2007, S. 229–237